# 小米14
小米14（英语：Xiaomi 14）是中国科技企业小米集团于北京时间2023年10月26日19时30分许在中国北京小米科技园发布的智能手机系列，是小米手机数字系列的第十三代机型系列，包含小米14、小米14 Pro及小米14 Ultra三款智能手机。其中，小米14、小米14 Pro于2023年10月26日与小米新一代自研操作系统澎湃OS一同发布，小米14 Ultra则于2024年2月22日与小米平板6S Pro等硬件产品一同发布。
小米14系列采用了高通公司新三代骁龙8系移动处理器平台，并配备了小米与华星光电联合研发的新一代OLED屏幕以及与豪威科技、索尼电子联合研发的新一代影像系统，同时也是首个搭载小米澎湃OS的智能手机系列。在发布后，小米14系列得到国内外多数正面评价，并因此一定程度上推高了小米集团的股价，一度累计增长了18.4%。

## 发布
2023年10月17日，小米集团首席执行官在微博等社交平台同时宣布了小米新一代跨平台操作系统小米澎湃OS的相关消息，并表示小米14系列将出厂搭载这一操作系统。
2023年10月23日10时，雷军宣布小米澎湃OS与小米14系列手机于10月26日19时正式发布。
北京时间2023年10月26日19时，小米集团召开旗下年度新品发布会，并宣布小米14、小米14 Pro的建议销售价格分别为3999元人民币及4999元人民币起。21:20分起，消费者可在线上线下各渠道预付全款或定金进行购买。预付款订单及定金订单于2023年10月31日20:00起交付或发货，同时正式允许小米之家及各渠道分销商现货销售。
2024年2月18日10时，小米集团宣布于2024年2月22日19时召开小米14 Ultra暨「人车家全生态」新品发布会。

## 销售
小米14及小米14 Pro先期于北京时间2023年10月31日10时正式开始销售，由于消费者对小米14系列的评价多趋于正面，恰逢中国内地传统的双十一购物节，一经上市便再现供不应求的情况。11月7日，双十一购物节尚未结束时，小米集团创始人、董事长兼CEO雷军7日在微博与网友互动称，小米14系列销量已超过100万台，供不应求的情况正在与供应商协调解决。11月13日，据华尔街见闻等消息源数据，小米14在全渠道的销量已于11月10日达到144.74万台，这是小米自2020年起进军高端手机市场后得到的最好成绩。

## 售价[15]
| 型号         | 配置              | 中国大陆地区售价（元） |
| ------------ | ----------------- | ---------------------- |
| 小米14       | 8GB+256GB         | 3999                   |
| 小米14       | 12GB+256GB        | 4299                   |
| 小米14       | 16GB+512GB        | 4599                   |
| 小米14       | 16GB+1TB          | 4999                   |
| 小米14 Pro   | 12GB+256GB        | 4999                   |
| 小米14 Pro   | 16+512GB          | 5499                   |
| 小米14 Pro   | 16GB+1TB          | 5999                   |
| 小米14 Pro   | 16GB+1TB(钛合金） | 6499                   |
| 小米14 Ultra | 12GB+256GB        | 6499                   |
| 小米14 Ultra | 16GB+512GB        | 6999                   |
| 小米14 Ultra | 16GB+1TB          | 7799                   |
| 小米14 Ultra | 16GB+1TB(钛合金） | 8799                   |

## 争议

### “龙晶陶瓷”事件
2024年2月28日，数码博主“胜利文绉绉”在哔哩哔哩及微博发帖，称小米14 Ultra龙晶陶瓷版的后盖不同于小米13 Pro上应用的氧化锆陶瓷，而是采用了类似于玻璃材质外加陶瓷质感镀层的工艺。而据小米集团宣称，该版本的后盖采用了“龙晶陶瓷”材质。此帖一经发布立刻引起网友热议，部分网友认为小米方面混淆了龙晶陶瓷及氧化锆陶瓷的概念，有虚假宣传的嫌疑；亦有网友表示陶瓷及玻璃在材料学上界限比较模糊，单凭重量及莫氏硬度来判定不具有科学价值。次日，该数码博主在哔哩哔哩前后多次上传视频，表示其对该版本后盖进行了XRD测试，“大概率就是微晶玻璃”。
小米方面暂未对这一争议作出官方回应。